# Adjouffou
Adjouffou ist ein Elendsviertel in der Stadt Port-Bouët im Bezirk Abidjan im Süden der Elfenbeinküste in Westafrika.
Die Schweizerin Lotti Latrous gründete in Adjouffou ein Ambulatorium, ein Sterbespital für AIDS-Kranke und ein Mütter- und Kinderheim. Später mussten die Slums einem Flughafen weichen, sie zog daher mit ihren Zentren nach Grand-Bassam. Die Eröffnung erfolgte im Jahr 2017.